# Chimera (czasopismo)

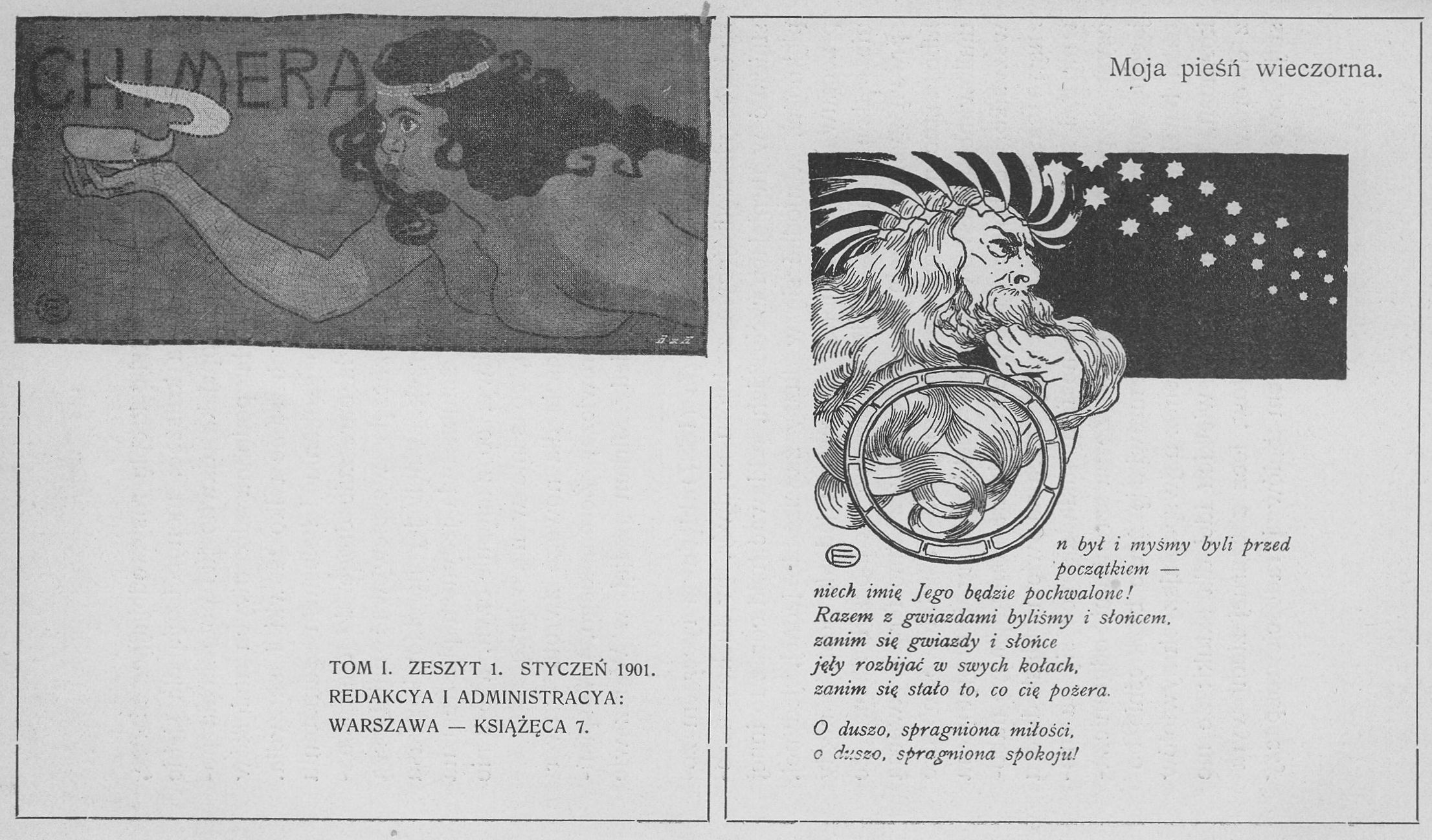
Reprodukcja okładki i strony 17
z pierwszego numeru pisma

Chimera: miesięcznik poświęcony sztuce i literaturze – czasopismo literacko-artystyczne wydawane nieregularnie w latach 1901–1907 w Warszawie. Redaktorem i kierownikiem artystycznym pisma był Zenon Przesmycki (Miriam).

## Charakterystyka czasopisma
„Chimera” zajmowała wyjątkową pozycję na mapie polskich czasopism literackich. Była pierwszym tak starannie wydawanym periodykiem, w całości poświęconym sztuce – pisała o nim Anna Szczepańska – elitarnym, o niewielkim nakładzie, programowo skierowanym do wąskiej grupy odbiorców”. Utwory publikowane w „Chimerze” nie prezentowały jednego wybranego nurtu literackiego; Zenon Przesmycki w doborze dzieł kierował się jedynie walorami artystycznymi, odrzucał zaś sztukę popularną. Za tekst programowy czasopisma uważało się głośny artykuł Miriama Walka ze sztuką.
Z początku „Chimera” wydawana była jako miesięcznik, jednak już w pierwszym roku funkcjonowania pisma kolejne zeszyty zaczęły ukazywać się nieregularnie; ogółem opublikowano 30 zeszytów. Nakład wynosił 600 egzemplarzy, z czego jedynie około 400 znajdowało nabywców. Archiwum „Chimery” spłonęło podczas powstania warszawskiego.
W redakcji „Chimery” – w Warszawie, początkowo przy ulicy Książęcej 7, od połowy roku 1902 przy ulicy Nowy Świat 22, a pod koniec funkcjonowania czasopisma przy ulicy Widok 13 – Zenon Przesmycki organizował wystawy i pokazy sztuki, m.in. zbiorów Feliksa Jasieńskiego.

## Wybrani współpracownicy
W „Chimerze” publikowali czołowi poeci i prozaicy Młodej Polski, m.in.: Wacław Berent, Antoni Lange, Bolesław Leśmian, Zofia Nałkowska, Jan Lemański, Feliks Jasieński, Jan Kasprowicz, Stefan Żeromski, Władysław Stanisław Reymont, Stanisław Przybyszewski, Leopold Staff, Stanisław Wyspiański, Maria Komornicka, Stanisław Korab-Brzozowski, Tadeusz Miciński, Stanisław Wyrzykowski. W czasopiśmie opublikował także swoją pracę lekarz psychiatra i filozof medycyny Kazimierz Filip Wize.
Czołowymi ilustratorami „Chimery” byli Edward Okuń, Franciszek Siedlecki i Józef Mehoffer. Ferdynand Ruszczyc był autorem okładek w latach 1904–1907.

## Biblioteka „Chimery”
Poza czasopismem dodatkowo wydawana była książkowa Biblioteka „Chimery”:
- Hugo von Hofmannsthal, O wierszach dialog, przeł. Stanisław Wyrzykowski
- Maria Komornicka, Biesy
- Friedrich Nietzsche, Dusza dostojna, przeł. Stanisław Wyrzykowski
- Joséphin Péladan, Ostatni wykład Leonarda, przeł. Miriam
- Władysław Reymont, Komurasaki
- Jan Rundbaken, Śladem Rosynanta
- Marcel Schwob, Krucjata dziecięca, przeł. Miriam
- Auguste de Villiers de L’Isle-Adam, Axel, przeł. Miriam
- Julius Zeyer, Król Kofetua, przeł. Miriam
- Stefan Żeromski, Powieść o Udałym Walgierzu